# هيئة الاتصالات الوطنية (الصومال)
هيئة الاتصالات الوطنية في الصومال (NCA) هي الهيئة التنظيمية لقطاع الاتصالات في الصومال، تأسست الهيئة بقانون الاتصالات الصادر عام 2017 وتتمثل مهمتها في تنظيم قطاع الاتصالات بما في ذلك الاتصالات والإنترنت والبث وتكنولوجيا المعلومات والاتصالات (ICT) والتجارة الإلكترونية.
الهيئة الوطنية للاتصالات مسؤولة عن تطوير قطاع تكنولوجيا المعلومات والاتصالات، وتمكين وضمان المنافسة العادلة والمستدامة، والشفافية في تنفيذ قانون الاتصالات، إضافة إلى حماية المستهلك وحفظ حقوقه، والحفاظ على دورها كهيئة مستقلة.
في 19 نوفمبر 2022 عين رئيس الوزراء الصومالي حمزة عبدي بري مصطفى شيخ مديراً عاماً للهيئة الوطنية للاتصالات.

## اتفاقية الربط البيني
في 5 ديسمبر 2022 وقع مدير هيئة الاتصالات الوطنية مصطفى شيخ اتفاقية ربط بيني مع شركات الاتصالات الصومالية ما يسمح للعملاء من مختلف مشغلي الاتصالات في البلاد بالاتصال ببعضهم البعض عبر الشبكات المختلفة. 

## روابط خارجية
- الموقع الرسمي